# 里神楽・神代神楽研究会
特定非営利活動法人里神楽・神代神楽研究会（とくていひえいりかつどうほうじん　さとかぐら・じんだいかぐらけんきゅうかい）は、加藤俊彦が横浜開港150周年里神楽・神代神楽研究会横浜能楽堂公演を行った2009年に設立した里神楽の団体。2011年、横浜市より特定非営利活動法人（NPO法人）の認証を受けて特定非営利活動法人里神楽・神代神楽研究会となった。
神奈川県横浜市に所在するNPO法人。

## 概要
2009年に「里神楽神代神楽研究会」として、神奈川新聞や、数々の神社の後援をうけ、横浜開港150周年里神楽・神代神楽研究会を開催する。戦前まで盛んだった神楽の演目も数が減り、またお祭りも減ってしまった事から奉納の回数も減り、社中通しの行き来も中々出来なくなってしまっている中、名人を集め、開催するのが狙いだった。
その後、2011年にNPO法人に改めた時、震災が起き、これを縁に感じた当時の理事長の働きによって、毎年被災地でのチャリティーコンサートを行っている。
協力　花見山を守る会　サルーキ=　鈴木麻衣
フランスやシンガポールなど、海外公演も主催し、日本文化の普及や、紹介事業も行っている。フランス公演の際に設立代表者加藤俊彦が神楽の古来から伝わる舞を箏曲さくらさくらに合わせて舞う、「さくら姫の舞（復興の舞）」(きれいな桜が被災地に咲く事を祈念)と言う新作を披露し、たくさんの方の関心を集めている。
2013年に特定非営利活動法人里神楽・神代神楽研究会「チームWAZAOGUI」を結成。この団体は日本の八百万の神々には神道のみならず、お釈迦様や、キリスト様、さらには世界中の神々が八百万に含まれるという考えから、ベリーダンスを中心としたシルクロードの神々を祀るダンスを集めて一緒に公演をする事で神楽の原点を追求している。

## 基本活動
1. 日本文化紹介事業 - 「神社や老人ホームや、様々な舞台で演奏をする事で広く一般的な方に日本文化（神楽を中心に三味線、箏、日本舞踊、能楽、茶道、華道）を広める」
2. 日本文化普及公演事業 - 「被災地や様々な土地に向けた、寄付を行う為にチャリティーコンサートを毎年企画している」
3. 日本文化体験事業 - 「小学校や中学校、高校など、子供達を中心に実践をしてもらう機会を設けている。
4. 地域の介護福祉増進に寄与する為の支援活動事業 - 「舞台を見に来るのが困難な方を中心に、移動支援を行う事で、高齢者や若い世代の交流につなげている。

## 法人概要
この法人は、広く一般市民に対して日本最古の演芸であり、歴史と親しみある里神楽を中心に祭り囃子、日本舞踊、能楽など伝統芸能に興味を持って接して頂く事で、日本文化、芸術の振興に寄与する事、地域における高齢者や若い世代の交流に繋げる事を目的とする。（定款引用）
- 事務所：神奈川県横浜市港北区
- 設立代表者：加藤俊彦
- 2009年 - 「里神楽神代神楽研究会」として創立。
- 2011年 - 「特定非営利活動法人里神楽・神代神楽研究会」と改め、活動開始。

## 沿革
- 2011年7月 - 横浜市によりNPO法人として認証される。